# أنطون دل كاستيلو
أنطون دل كاستيلو هو رسام فلبيني، ولد في 13 يناير 1976 في توندو ‏ في الفلبين، وتوفي في 1668.